# Eustrephus latifolius
Genre
Espèce
Classification APG III (2009)
Eustrephus latifolius est une espèce de plante grimpante vivace à feuillage persistant de la famille des Laxmanniaceae. Elle est monotypique dans son genre.
Elle est originaire de Nouvelle-Guinée, des îles du Pacifique et de l'est de l'Australie,. On la trouve dans la forêt sclérophylle, les forêts galeries et en bordure de la forêt tropicale.
Eustrephus latifolius a des feuilles de forme variable, elliptique à linéaire, de 3-10 cm de long et 3-35 mm de large. Toutes les nervures des feuilles sont également distinctes. Les fleurs vont du rose au mauve ou blanc. La baie globuleuse fait de 1-2 cm de diamètre. Elle est jaune-orange, avec de nombreuses graines noires dans un arille blanc.

## Galerie

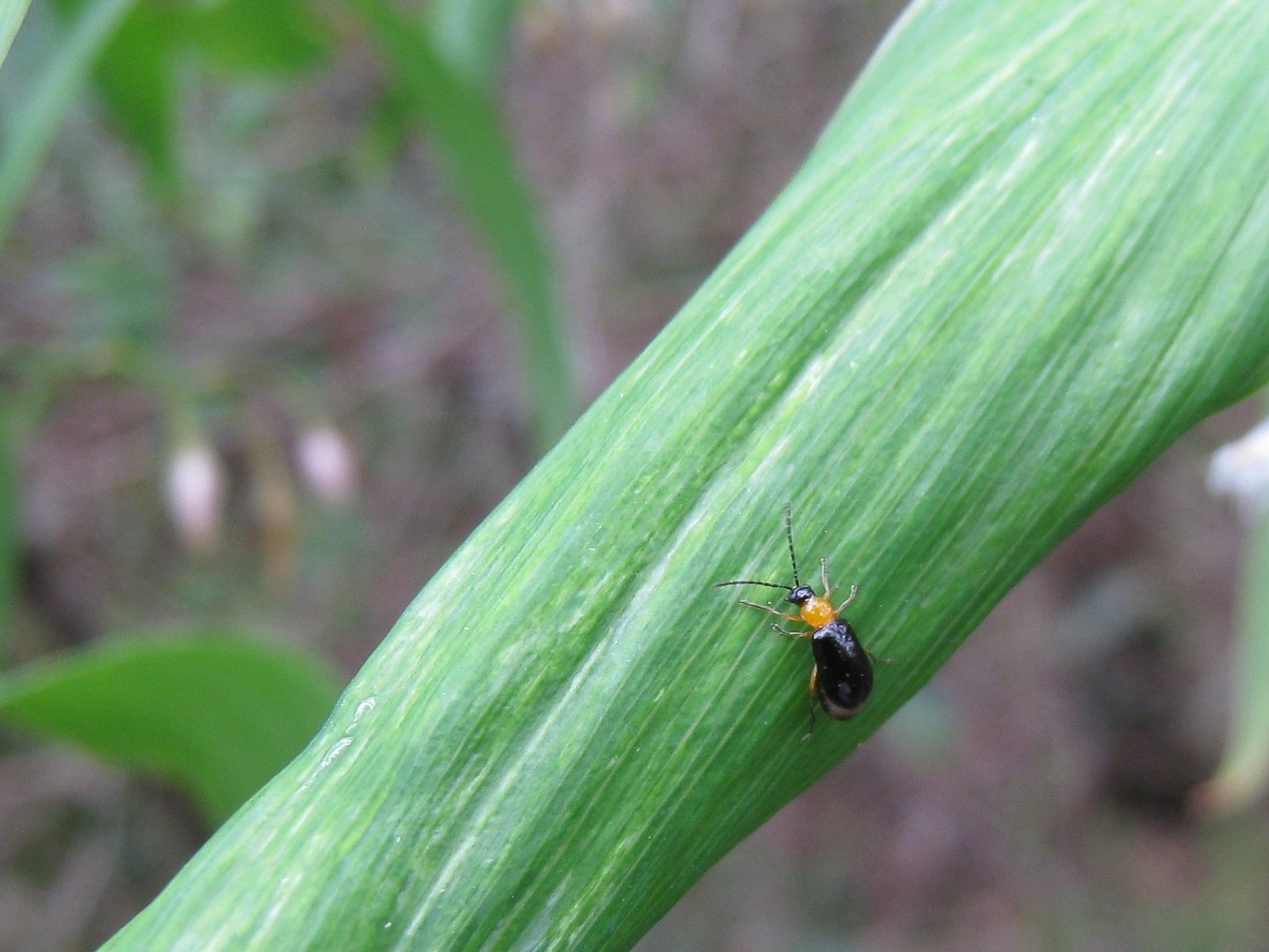
Tige
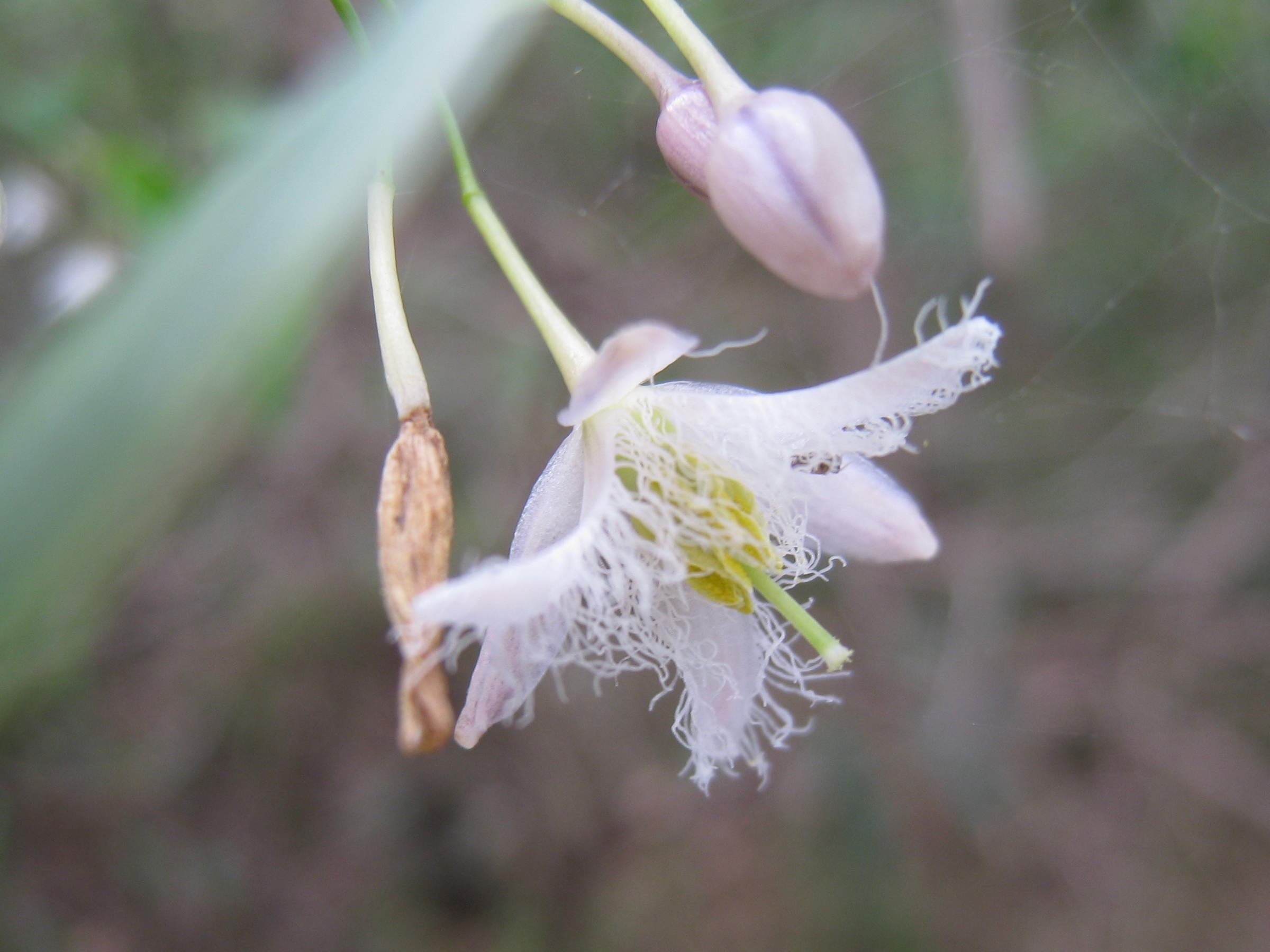
Fleur
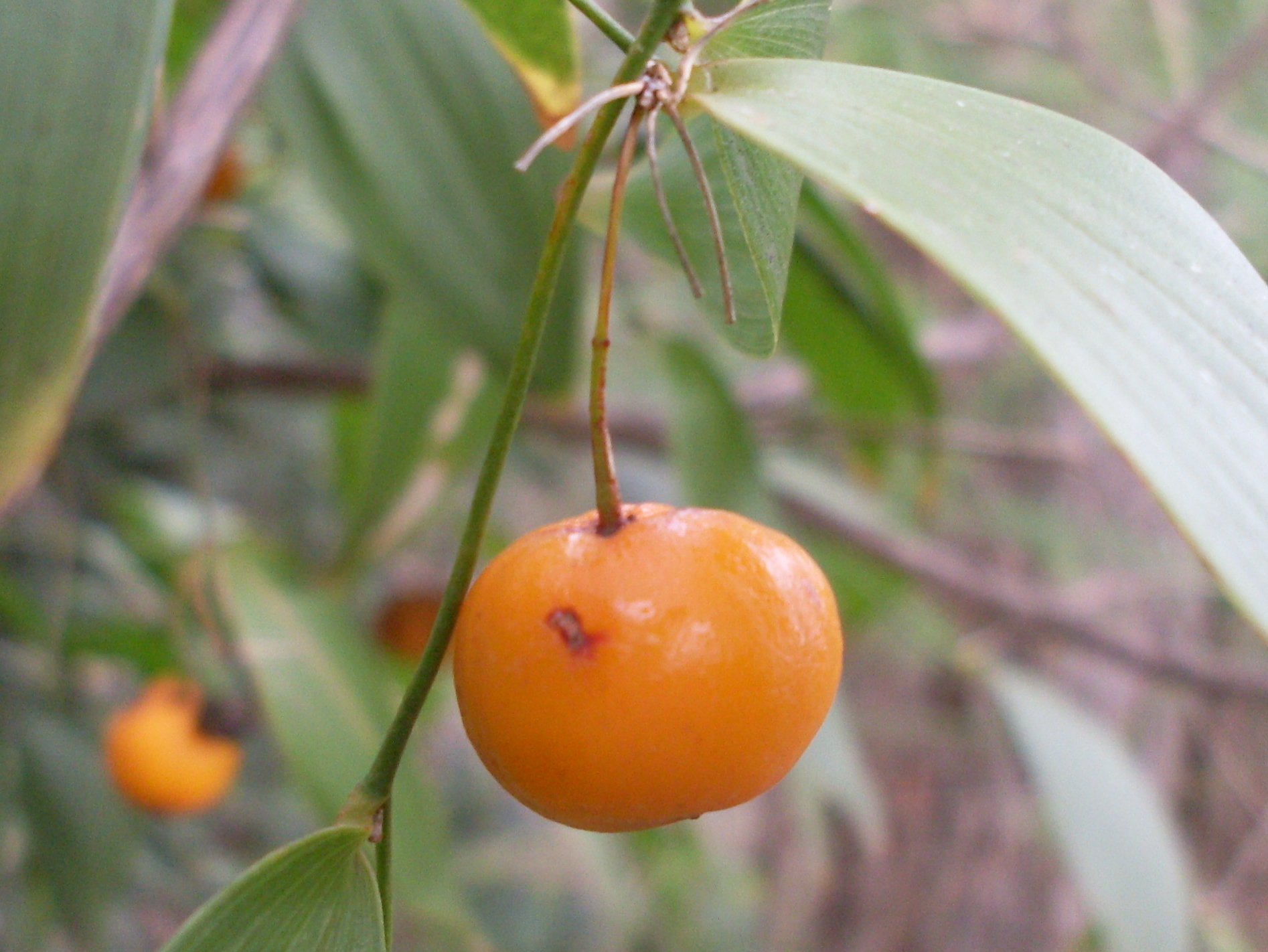
Fruit